# Werner Munzinger
Johann Albert Werner Munzinger (* 21. April 1832 in Olten, Schweiz; † 16. November 1875 bei Awsa, Äthiopien) war ein Schweizer Afrikaforscher.

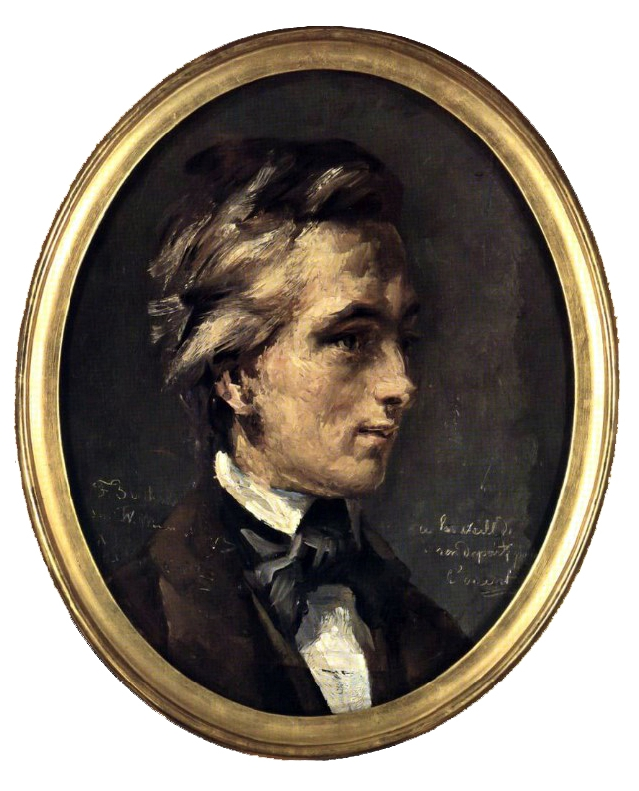
Werner Munzinger, 1852

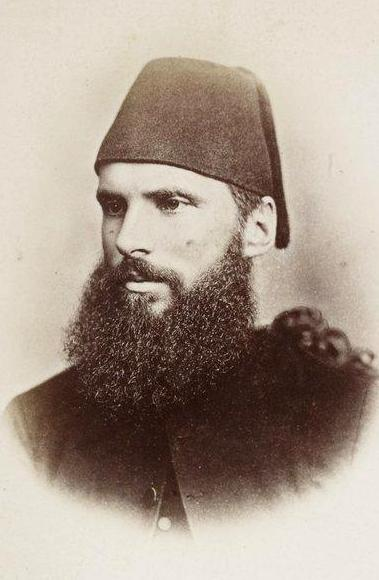
Werner Munzinger

## Herkunft und Ausbildung
Werner Munzinger war Sohn des Bundesrates Josef Munzinger und Bruder des Kirchenrechtlers Walther Munzinger. Werner Munzinger studierte Naturwissenschaften und Geschichte an der Universität Bern, später Orientalistik an der Ludwig-Maximilians-Universität München und an der Sorbonne in Paris. Für die Fortsetzung seiner orientalischen Studien ging er 1852 nach Kairo. Letztendlich soll er 25 Sprachen gesprochen haben.

## Familie
Während seines Aufenthalts in der eritreischen Stadt Keren heiratete er 1855 Nafa, eine Einheimische, und adoptierte deren Sohn Kifle (später Kifle Bey).

## Afrika

### Erste Unternehmungen
1853 trat er in Alexandria in ein französisches Handelshaus ein. Als Leiter einer Handelsexpedition wurde er 1854 zum Roten Meer entsandt. Er verbrachte ein Jahr in Massaua, das heute zu Eritrea gehört. Von dort aus zog er nach Keren, wo er auch seine Frau, eine Angehörige der Bilen, kennenlernte. Er nutzte die Zeit für geografische und ethnologische Studien.

### Heuglin-Expedition
1859 veröffentlichte er die Schrift  Über die Sitten und das Recht der Bogos , die ihn als Kenner des Landes auswies. Er wurde daraufhin als Mitglied der deutschen Expedition unter Theodor von Heuglin, die in Innerafrika nach dem verschollenen Afrikaforscher Eduard Vogel suchen sollte. Am 1. Juli 1861 traf er in Massaua mit der Expedition zusammen, trennte sich aber am 11. November im Norden Äthiopiens von ihr. Er bereiste mit Gottlob Kinzelbach das nie zuvor von Europäern betretene Land Basen und erreichte am 1. März 1862 Khartum. An Heuglins Stelle zum Leiter der Expedition ernannt, begab sich Munzinger anschließend nach Kurdufan, konnte aber Darfur und Wadai nicht erreichen. Über Massaua kehrte er nach Europa zurück. Hier verfasste er seine Reisewerke Ost-Afrikanische Studien und Die deutsche Expedition in Ostafrika sowie ein Vocabulaire de la langue Tigré.

### Zweiter Afrika-Aufenthalt
Ab 1864 hielt sich Munzinger wieder in der damals zum Osmanischen Reich gehörenden Hafenstadt Massaua auf, zunächst als Vertreter des Handelshauses Kohler, Nägeli & Cie. Seit Oktober 1865 verwaltete er vertretungsweise das britische Konsulat, kurz darauf auch das französische. Er nahm an der Britischen Äthiopienexpedition von 1868 gegen den Neguse Negest Tewodros II. teil. Nach dem Abzug der britischen Truppen im Juni 1868 blieb Munzinger in Massaua, verwaltete dort weiterhin das französische Konsulat und wurde formell zum Vizekonsul ernannt. 1870 bereiste er die südöstlichen Küstenländer der Arabischen Halbinsel.

### In ägyptischen Diensten

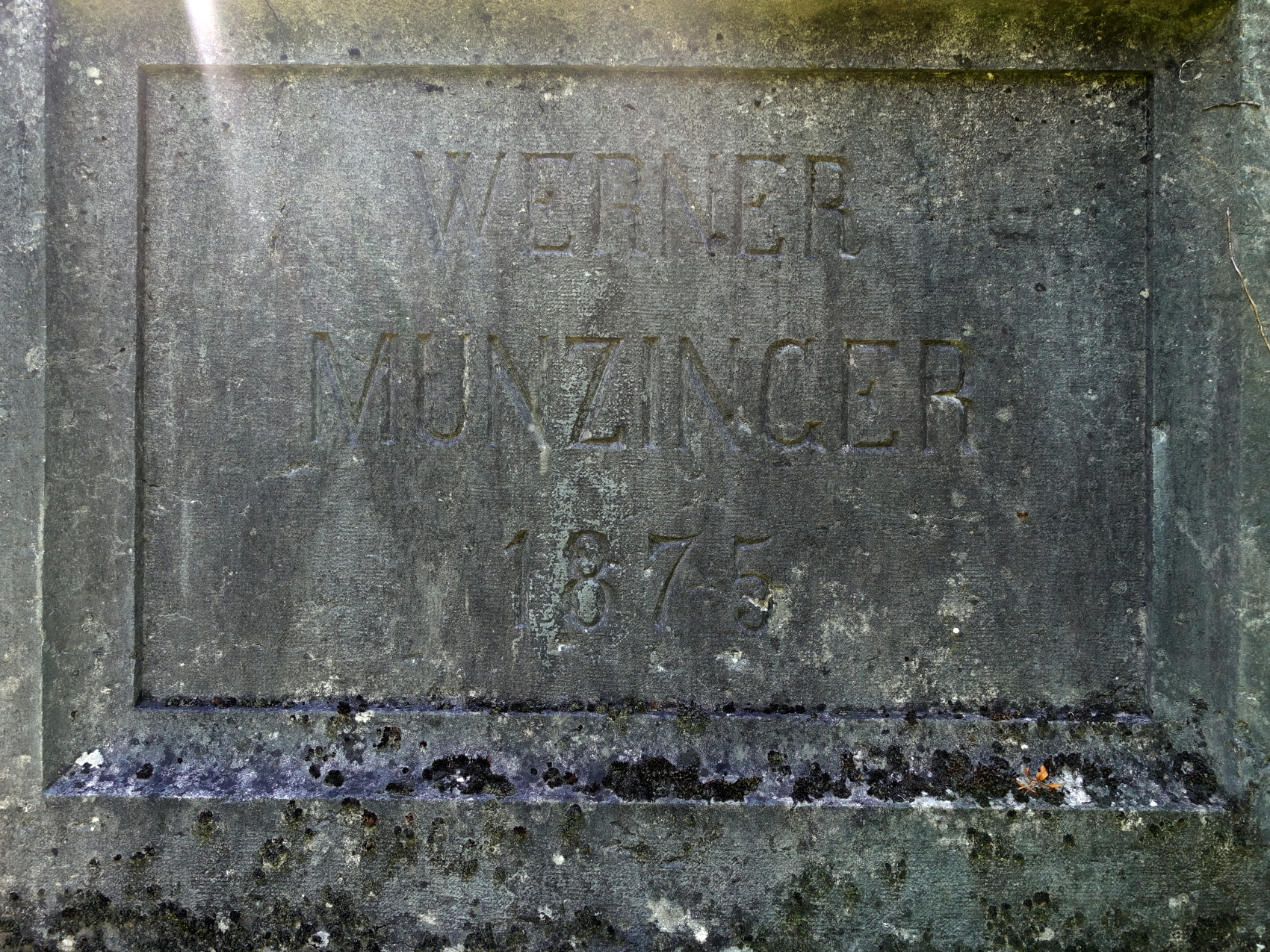
Munzinger-Denkmal an der Werkhofstrasse neben dem Konzertsaal Solothurn.

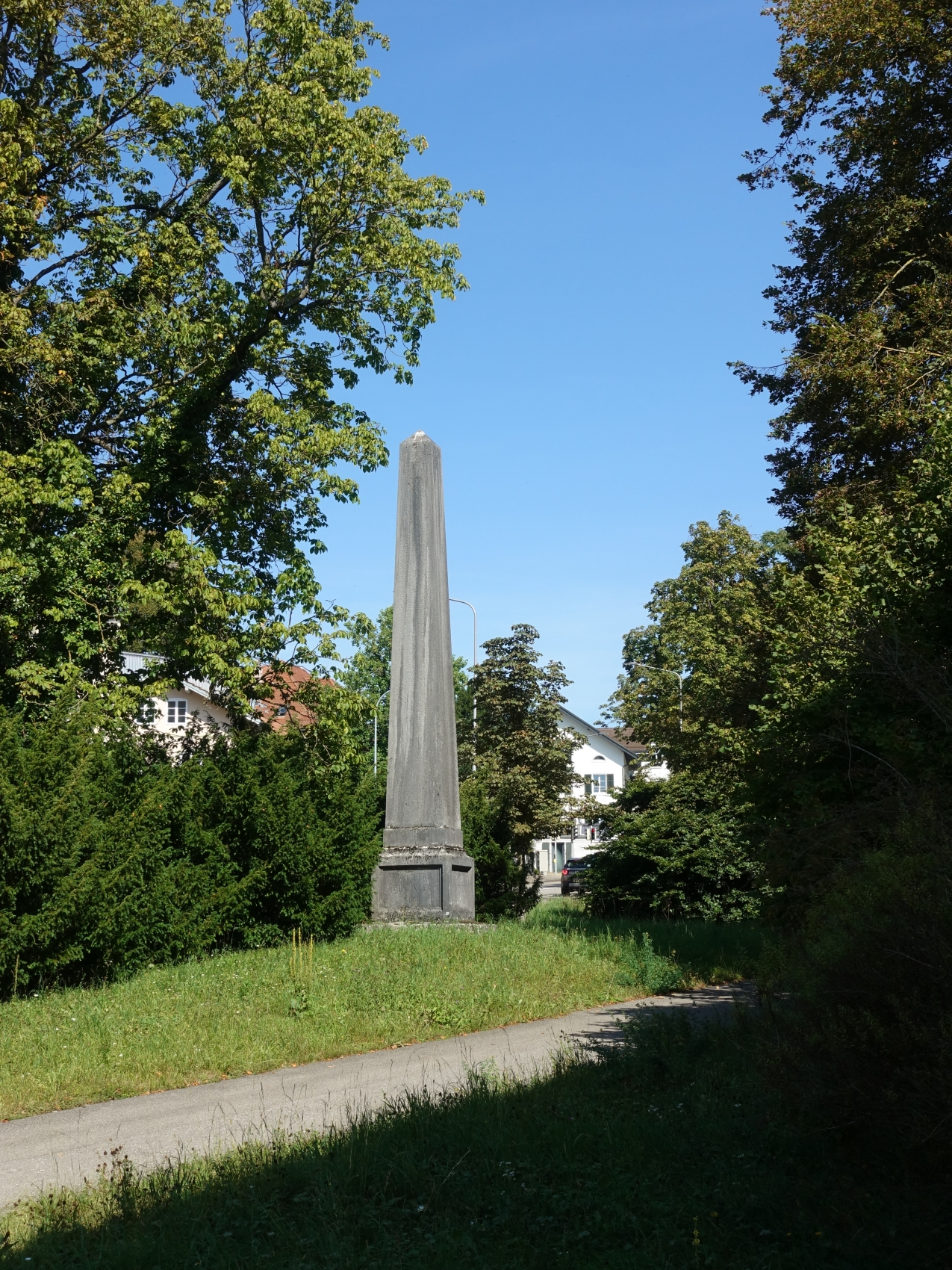
Munzinger-Denkmal an der Werkhofstrasse neben dem Konzertsaal Solothurn.

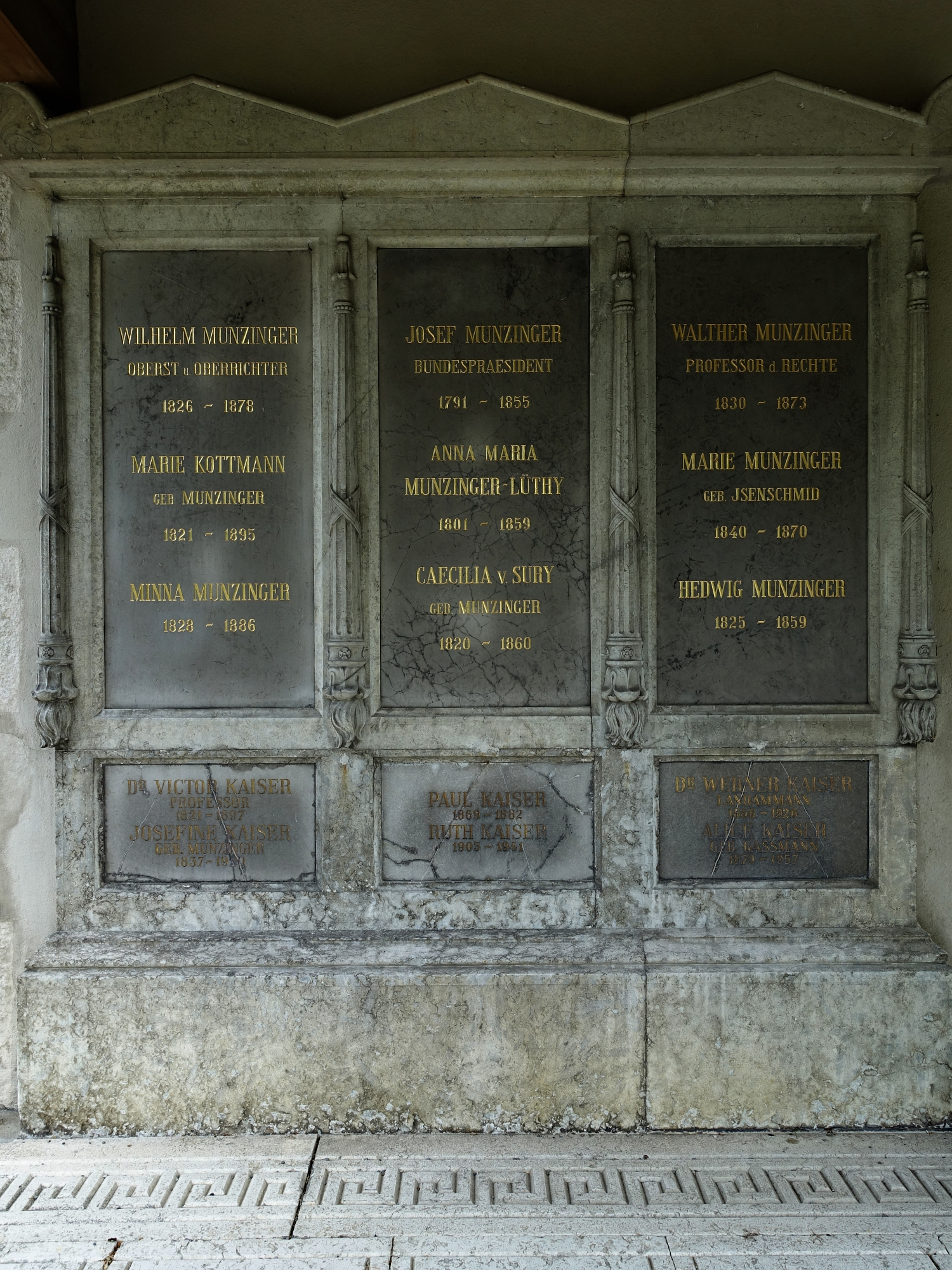
Familiengrab. Katholische Kirche, Feldbrunnen-St. Niklaus

Ende 1871 trat Munzinger in ägyptische Dienste und wurde Nachfolger von Samuel Baker als Gouverneur von Massaua mit dem Titel eines Bey. Im April 1872 übernahm er zudem die Gouverneursschaft von Suakin und bekam den Pascha-Titel verliehen. Am 30. Oktober 1873 wurden Munzinger weitere Gouverneursschaften übertragen und diese zu einer Großprovinz des Roten Meeres und des östlichen Sudan zusammengefasst, deren Generalgouverneur er wurde. Das Gebiet dieser Provinz reichte in etwa an der Rote-Meer-Küste von Sawakin bis Berbera und landeinwärts bis Berber und Kassala. 1875 wurde Zayla hinzugefügt. In dieser Eigenschaft baute er den Hafen aus, der als Basis für die weitere Eroberung des Landes durch Ägypten dienen sollte. Für sich erweiterte er die Residenz der obersten osmanischen Verwaltungsbeamten in Massaua, den späteren Kaiserpalast Massaua. Ebenso errichtete er eine Wasserversorgung für Massaua und die beiden Dämme, die die beiden dem Festland vorgelagerten Inseln, auf denen die Stadt liegt, Massaua und Taulud, mit dem Festland verbinden. Als ägyptischer Vertreter nahm er an der Weltausstellung 1873 in Wien teil.
Im Binnenland erwarb Munzinger Pascha große Ländereien und eroberte 1872 auch seinen früheren Wohnsitz, Keren, für Ägypten. Ende Oktober 1875 trat Munzinger zusammen mit dem Schweizer Gustav Adolf Haggenmacher eine Siedler- und Militär-Expedition in das unabhängige äthiopische Königreich von Shewa an, wo Munzinger – entgegen den ägyptischen Befehlen – vorhatte, in die Dienste des Königs Menelik zu treten, des späteren Kaisers Menelik II. von Abessinien. Diese Expedition hatte ägyptischerseits auch den Auftrag, das auf dem Weg liegende Afar-Sultanat Awsa formell zu annektieren. Der Sultan, der davon erfahren hatte, befahl daraufhin, die Expedition zu vernichten. Es kam am 14. November bei Awsa zu einer Schlacht, bei der Werner Munzinger schwer verwundet wurde. Er starb zwei Tage später. Auch seine Frau kam dabei ums Leben. Das Familiengrab befindet sich auf dem Friedhof der Katholischen Kirche in Feldbrunnen-St. Niklaus.

## Werke

### Monografien
- Über die Sitten und das Recht der Bogos. Winterthur 1859.
- Ost-Afrikanische Studien. Schaffhausen 1864.
- Die deutsche Expedition in Ostafrika. Gotha 1865.
- Vocabulaire de la langueTigré. Leipzig 1865.

### Aufsätze
- Die Inselstadt Massua in Rothen Meer. In: Das Ausland 37 (1864), S. 1079f.
- Die nördliche Fortsetzung der Abessinischen Hochlande; neue Forschungen in den Gebieten der Beni-Amer und Habab. In: Petermanns Geographische Mitteilungen 18 (1872), S. 201–206.
- Die nordöstlichen Grenzländer von Habesch. In: Zeitschrift für allgemeine Erdkunde 3 (1857), S. 177–205.
- Die Schohos und die Beduan bei Massaua. In: Zeitschrift für allgemeine Erdkunde 10 (1859), S. 89–110.
- Ein Jagdausflug von Keren im Lande der Bogos nach dem Berge Zad’amba am oberen Laufe des Barka-Flusses. In: Zeitschrift der Gesellschaft für Erdkunde zu Berlin 8 (1860), S. 141–151.
- Brief. In: Petermanns Geographische Mitteilungen 19 (1873), S. 35f.
- Vermischte Notizen aus Munzingers Ostafrikanischen Studien. In: Das Ausland 37 (1864), S. 1150f.

## Literarische Rezeption
Alex Capus: Munzinger Pascha. Roman. Diogenes Verlag, Zürich 1997; überarbeitete Neuausgabe: dtv, München 2003, ISBN 3-423-13076-8